# Tūti-nāma
Tūti-nāma (persiano: طوطی‌نامه, letteralmente "Storie del pappagallo") è una raccolta persiana di 52 storie collegate da una cornice narrativa scritta nella prima metà del XIV secolo da Ziyā al-Dīn Nahšabī.

## Trama
Le storie narrate nella raccolta sono collegate attraverso una cornice narrativa. Nel racconto-cornice, il giovane Maimunis, un commerciante che deve allontanarsi da casa per un viaggio di affari, affida la giovane moglie Khojasta in custodia a una coppia di uccelli parlanti: un corvo e un pappagallo. Durante l'assenza del marito, la moglie decide di consolarsi con un amante. Il corvo ammonisce la donna a non commettere alcuna azione illecita, e viene strangolato. Il pappagallo, consapevole del pericolo, cerca di impedire l'adulterio narrando ogni giorno lentamente e a lungo varie storie, interrompendole e aggiungendo che la donna avrebbe saputo il resto se la notte fosse rimasta a casa. Il giorno dopo il pappagallo completa la storia precedente e ne inizia un'altra, interrompendo anche questa volta la narrazione e rimandandone la conclusione all'indomani se la donna avesse trascorso la notte a casa. Questo per 52 volte, finché il marito non ritorna a casa.

## Genesi
Il testo del Tūti-nāma è tratto dalla raccolta intitolata in sanscrito Śukasaptati ("Settanta racconti del pappagallo"), risalente probabilmente al XII secolo. L'autore del Tūti-nāma, Ziyā al-Dīn Nahšabī, era un medico e sufi persiano emigrato nella città indiana di Bada'un nei primi decenni del XIV secolo. 

## Fortuna
Tūti-nāma è ricordata soprattutto perché è stata tramandata in numerosi manoscritti miniati, uno dei quali, ricco di 250 miniature, fu commissionato dall'imperatore Moghul Akbar attorno al 1550 agli artisti persiani Mir Sayyid Ali e Khwaja Abd as-Samad, due importanti maestri della scuola Safavide, ed è conservato nel Cleveland Museum of Art.
Nel XVII secolo, il sufi Muhammad Qadiri (1552–1654) ne fece una versione ridotta di 35 racconti che fu utilizzata dall'inglese Francis Gladwin per la sua edizione bilingue Farsi-Inglese (Calcutta, 1801), a sua volta utilizzata da Karl Iken per una edizione in tedesco nel 1822 e da Marie d'Heures per una edizione in francese nel 1926. Il finale della versione ridotta  è tragico: al ritorno del marito il pappagallo gli narra del comportamento della moglie durante la sua assenza; furioso, il marito uccide la moglie. La traduttrice dell'edizione francese Marie d'Heures, inorridita, ha censurato questo finale essendo «ce dénoûment odieux et le rôle du perroquet abominable». Marie d'Heures ha inserito tuttavia il finale originale nell'Appendice, per uso degli studiosi.